# Jean Cardel
Jean Cardel, originaire de Tours, avait fondé à Mannheim une importante manufacture de drap. Accusé faussement (ainsi que le reconnaît La Reynie, dans une pièce qui se trouve aux archives de la Préfecture de police) d'une prétendue conspiration contre la personne du roi, il est enlevé par un détachement de troupes françaises entre Mannheim et Francfort. Enfermé à la Bastille le 4 août 1690, le malheureux Cardel y reste trente ans; son esprit, disent les mémoires sur la Bastille, était dans une espèce d'égarement qui ne lui laissait que de fort légers intervalles de raison. Le 3 juin 1715, on le trouva mort dans le cachot fangeux où il languissait depuis si longtemps; son corps était chargé de soixante-trois livres de chaînes de fer. L'Électeur, le roi Guillaume, les États généraux et l'Empereur lui-même, avaient réclamé vainement la mise en liberté de Cardel, que Louis XIV avait fini par faire passer pour mort.

## Littérature
- Charles Alfred de Janzé. Cent ans de persécution 1685-1789.